# Primo molare superiore

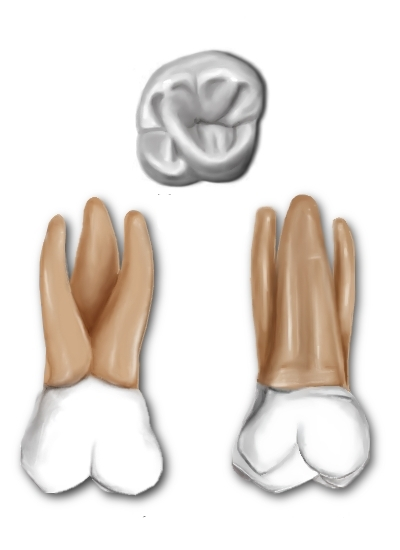
Primo molare superiore

Il primo molare è anche detto sesto dente o dente dei sei anni: infatti segue i due incisivi, il canino ed i due premolari come posizione, ed erompe al sesto anno di età prima che inizi la permuta dentaria. Ha una notevole stabilità anatomica.
È il solo dente che presenta costantemente le facce prossimali divergenti per dare origine ad una faccia palatale maggiore della vestibolare: il diametro mesio-distale coronale è di 10 mm vestibolarmente, 11 palatalmente; al colletto si riduce a 8 mm.
Presenta costantemente un ponte di smalto che costituisce una cresta obliqua, che congiunge la cuspide mesio-palatale con la disto-vestibolare. Sulla faccia linguale della cuspide mesio-palatale può comparire un rilievo più o meno sviluppato, detto tubercolo di Carabelli.
Ha un'altezza di 20.5 mm, di cui 7.5 coronali e 13 radicolari. Il diametro vestibolo-linguale coronale è di 11 mm, e si riduce al colletto di 1 mm.

## Disposizione e rapporti
Mesialmente prende contatto con la faccia distale del secondo premolare, a livello del terzo occlusale, in posizione vestibolare; distalmente il contatto con il secondo molare è ugualmente occlusale ma centrato in senso vestibolo-palatale. Con il tempo e con l'usura dei denti i contatti diventa una superficie rotondeggiante.

## Morfologia coronale
Vestibolarmente la corona ha una forma trapezoidale.
I contorni sono convessi, con qualche differenza: il mesiale ha la sommità nel terzo occlusale, il distale nel terzo medio. Il contorno cervicale è come nell'inferiore e nel secondo superiore a forma di parentesi graffa a concavità occlusale, con le braccia proporzionate alle cuspidi soprastanti e l'angolo formato da uno spigolo di smalto che proietta in direzione radicolare.
È possibile vedere le cuspidi vestibolari, la mesio-palatale che sporge tra le due cuspidi vestibolari e la disto-palatale che sporge lateralmente. Le cuspidi vestibolari hanno la costa distale più lunga della mesiale, cosicché la sommità cuspidale risulta spostata in senso mesiale.
La superficie vestibolare è convessa, caratterizzata dalla giustapposizione delle due cuspidi che determina un solco vestibolare intercuspidale.
La faccia palatale (rivolta al palato) è simile alla vestibolare: i contorni sono più convessi a causa della ristrettezza del diametro cervicale a livello palatale.
Sono visibili solo le cuspidi palatali, con la mesiale più grande e leggermente più alta della distale. La cuspide mesiale presenta la sommità al centro della faccia, in quanto la costa mesiale è decisamente più lunga della distale. Sul fianco mesio-palatale di questa cuspide, può presentarsi il tubercolo di Carabelli, la cosiddetta quinta cuspide, di grandezza variabile. La cuspide distale non ha coste né sommità vere e proprie: occlusalmente ha forma semicircolare e distalmente sferoidale. È separata dalle altre cuspidi da un solco che, senza soluzione di continuità, dal tavolato occlusale scende nella faccia linguale, morendo al centro di essa.
La superficie è caratterizzata da una depressione che si continua nella radice, che le conferisce una forma appiattita, fortemente concava.
Il colletto ha una leggera convessità coronale.
Distalmente e mesialmente ha forma trapezoidale, con base minore occlusale.
Il contorno vestibolare è molto convesso; idem quello linguale, che presenta il rilievo del tubercolo di Carabelli.
Le sommità delle cuspidi sono spostate in senso vestibolare.
La cresta marginale mesiale raggiunge le coste cuspidali mesiali, ed è attraversata da solchi secondari. La distale è più alta e priva di solchi secondari.
Il colletto è appiattito e presenta una minima concavità radicolare.
Occlusalmente ha forma trapezoidale a base maggiore mesiale: il lato mesiale è appiattito o leggermente convesso, e attraversato da solchi accessori; il vestibolare è obliquo e presenta due convessità corrispondenti alle cuspidi; il distale è regolarmente convesso; il palatale è maggiore del vestibolare, a differenza degli altri elementi dentari, presenta le convessità relative alle cuspidi.
Le cuspidi hanno tutte dimensioni diverse. In ordine decrescente indichiamo la cuspide mesio-palatale, mesio-vestibolare, disto-vestibolare, disto-linguale. Le tre cuspidi principali formano un triangolo, i cui lati sono: costa marginale mesiale, coste cuspidali vestibolari, cresta obliqua. Per cresta obliqua si intende il ponte di smalto formato dell'allineamento delle coste interne delle cuspidi mesio-palatale e disto-vestibolare.
Le cuspidi vestibolari sono separate dalle palatali da un solco principale che si estende in senso centro vestibolare, cioè origina dalla fossetta centrale e termina vestibilarmente nella fossetta vestibolarre. Mesialmente il solco parte dalla fossa marginale mesiale e termina nella fossa centrale mesiale, descrivendo una concavità palatale; distalmente il solco parte dalla fossa marginale distale e termina nella fossa centrale distale, descrivendo una concavità vestibolare. 
Dalle fosse centrali originano due solchi principali vestibolo-palatali, che separano le cuspidi mesiali dalle distali, decorronendo paralleli tra loro e all'asse lungo della cresta obliqua. Dalle fosse marginali nascono i solchi accessori che attraversano le creste marginali. Al centro del tavolato occlusale il solco principale è generalmente interrotto dal ponte di smalto. Per questo motivo la cuspide mesio linguale e la disto vestibolare non sono interrotte da un vero e proprio solco ma si "continuano" una nell'altra.

## Morfologia radicolare
Il primo molare superiore è dotato di 3 radici: due vestibolari ed una palatale.
- La radice palatale è generalmente dritta (40% dei casi) o inclinata vestibolarmente (55%).
- La radice mesio-vestibolare è generalmente inclinata in senso distale (78%) oppure dritta (21%).
- La radice disto-vestibolare è generalmente dritta (54%), oppure inclinata lateralmente (17% distalmente, 19% mesialmente). Può inoltre assumere un ripiegamento terminale definito a baionetta (10% dei casi).

Presenta generalmente 3 canali (41% dei casi), uno per ogni radice.
Nel 56% dei casi l'elemento ha 4 canali, con la radice mesiale che presenta 2 canali, che nella maggior parte dei casi sfociano nel medesimo forame apicale, ma occasionalmente possono essere presenti due forami distinti.
Molto raramente (3%) può essere presente anche un quinto canale radicolare.

## Odontogenesi
La calcificazione della corona inizia alla nascita e viene completata entro i 3 anni. Il dente erompe verso i 6-7 anni e la rizogenesi è completata tra i 9 e i 10 anni.